# Elecciones municipales de Utcubamba de 2006
Las elecciones municipales de Utcubamba de 2006 se llevaron a cabo el 19 de noviembre de 2006 para elegir al alcalde y al Concejo Provincial de Utcubamba para el periodo 2007-2010. La elección se celebró simultáneamente con elecciones regionales y municipales (provinciales y distritales) en todo el Perú.
El proceso estuvo marcado por una reñida competición entre los principales candidatos. José Novoa, exalcalde vacado por acusaciones de peculado, intentó recuperar el cargo postulando por el movimiento Energía Comunal Amazónica, enfrentándose a Antonio Politi, quien había asumido la alcaldía por sucesión y postuló por una lista independiente. Sin embargo, el ganador fue Segundo Hernández, del Movimiento Regional Amazonense Unidos al Campo, quien había quedado en segundo lugar en las elecciones anteriores. Acción Popular, representado por Víctor Campos, logró mantener su presencia en el concejo provincial.
En el ámbito distrital, el Movimiento Regional Amazonense Unidos al Campo, a pesar de ser la fuerza más votada, no consiguió el control de ninguna alcaldía distrital. La Lista Independiente N° 1 Frente de Integración Vecinal de Utcubamba y el Partido Aprista Peruano, que ocuparon el segundo y tercer lugar con resultados muy parejos, obtuvieron el gobierno de dos concejos distritales cada uno. Entre los triunfos destacaron Cajaruro, el distrito más poblado, ganado por la lista independiente, y Lonya Grande, el segundo distrito con mayor número de electores, ganado por el aprismo. Acción Popular logró conservar la alcaldía de El Milagro, marcando la cuarta victoria consecutiva del partido en dicho distrito.

## Sistema electoral
La Municipalidad Provincial de Utcubamba es el órgano administrativo y de gobierno de la provincia de Utcubamba. Está compuesta por el alcalde y el Concejo Provincial.
La votación del alcalde y el concejo se realiza en base al sufragio universal, que comprende a todos los ciudadanos nacionales mayores de dieciocho años, empadronados y residentes en la provincia de Utcubamba y en pleno goce de sus derechos políticos, así como a los ciudadanos no nacionales residentes y empadronados en la provincia de Utcubamba.
El Concejo Provincial de Utcubamba está compuesto por 11 regidores elegidos por sufragio directo para un período de cuatro (4) años, en forma conjunta con la elección del alcalde (quien lo preside). La votación es por lista cerrada y bloqueada. Se asigna a la lista ganadora los escaños según el método d'Hondt o la mitad más uno, lo que más le favorezca. Es elegido como alcalde el candidato que ocupe el primer lugar de la lista que haya obtenido la más alta votación.

## Composición del Concejo Provincial de Utcubamba
La siguiente tabla muestra la composición del Concejo Provincial de Utcubamba antes de las elecciones.
| Partidos | Partidos                                                          | Regidores |
| -------- | ----------------------------------------------------------------- | --------- |
|          | Energía Comunal Amazónica                                         | 7         |
|          | Lista Independiente N° 1 Movimiento Independiente Unidos al Campo | 1         |
|          | Primero Perú                                                      | 1         |
|          | Lista Independiente N° 3 Obras y Desarrollo                       | 1         |
|          | Acción Popular                                                    | 1         |

## Partidos y candidatos
A continuación se muestra una lista de los principales partidos y alianzas electorales que participaron en las elecciones:
| Candidatura | Candidatura | Partidos y alianzas                                                         | Candidatos | Candidatos                | Ideología                                               | Resultado previo | Resultado previo | Ref. |
| Candidatura | Candidatura | Partidos y alianzas                                                         | Candidatos | Candidatos                | Ideología                                               | Votos (%)        | Reg.             | Ref. |
| ----------- | ----------- | --------------------------------------------------------------------------- | ---------- | ------------------------- | ------------------------------------------------------- | ---------------- | ---------------- | ---- |
|             | ECA         | Lista - Energía Comunal Amazónica (ECA)                                     |            | José Novoa Flores         | Regionalismo amazonense                                 | 20.84%           | 7                |      |
|             | AP          | Lista - Acción Popular (AP)                                                 |            | Víctor Campos Torres      | Humanismo Nacionalismo cívico Reformismo                | 11.84%           | 1                |      |
|             | APRA        | Lista - Partido Aprista Peruano (APRA)                                      |            | Rómulo Merino Izquierdo   | Aprismo                                                 | 8.46%            | 0                |      |
|             | MNI         | Lista - Movimiento Nueva Izquierda (MNI)                                    |            | Fredesvindo Rojas Vásquez | Marxismo-leninismo Mariateguismo Socialismo democrático | 1.28%            | 0                |      |
|             | FD          | Lista - Fuerza Democrática (FD)                                             |            | Wilson Idrogo Ramos       | Reformismo                                              | Nuevo            | Nuevo            |      |
|             | Sí Cumple   | Lista - Agrupación Independiente Sí Cumple (Sí Cumple)                      |            | Jorge Carrero Copia       | Fujimorismo Populismo de derecha                        | Nuevo            | Nuevo            |      |
|             | PNP         | Lista - Partido Nacionalista Peruano (PNP)                                  |            | Ytalo Herrera Torres      | Socialismo democrático Nacionalismo de izquierda        | Nuevo            | Nuevo            |      |
|             | MORAUAC     | Lista - Movimiento Regional Amazonense Unidos al Campo (MORAUAC)            |            | Segundo Hernández Vásquez | Regionalismo amazonense                                 | Nuevo            | Nuevo            |      |
|             | IND         | Lista - Lista Independiente N° 1 Frente de Integración Vecinal de Utcubamba |            | Antonio Politi Monteleone | Localismo utcubambino                                   | Nuevo            | Nuevo            |      |

## Resultados

### Sumario general
|                        |                                                                     |              |              |              |           |           |
| Partidos y coaliciones | Partidos y coaliciones                                              | Voto popular | Voto popular | Voto popular | Regidores | Regidores |
| Partidos y coaliciones | Partidos y coaliciones                                              | Votos        | %            | +/−          | Total     | +/−       |
|                        | Movimiento Regional Amazonense Unidos al Campo (MORAUAC)            | 10,051       | 26.35        | Nuevo        | 7         | +7        |
|                        | Lista Independiente N° 1 Frente de Integración Vecinal de Utcubamba | 6,511        | 17.07        | n/a          | 2         | +2        |
|                        | Energía Comunal Amazónica (ECA)                                     | 6,438        | 16.88        | –3.96        | 1         | –6        |
|                        | Acción Popular (AP)                                                 | 3,755        | 9.84         | –2.00        | 1         | ±0        |
|                        | Partido Nacionalista Peruano (PNP)                                  | 2,850        | 7.47         | Nuevo        | 0         | ±0        |
|                        | Partido Aprista Peruano (APRA)                                      | 2,745        | 7.20         | –1.26        | 0         | ±0        |
|                        | Fuerza Democrática (FD)                                             | 2,653        | 6.95         | Nuevo        | 0         | ±0        |
|                        | Agrupación Independiente Sí Cumple (Sí Cumple)                      | 2,647        | 6.94         | Nuevo        | 0         | ±0        |
|                        | Movimiento Nueva Izquierda (MNI)                                    | 499          | 1.31         | +0.03        | 0         | ±0        |
|                        |                                                                     |              |              |              |           |           |
| Total                  | Total                                                               | 38,149       |              |              | 11        | ±0        |
|                        |                                                                     |              |              |              |           |           |
| Votos válidos          | Votos válidos                                                       | 38,149       | 83.62        | –2.66        |           |           |
| Votos en blanco        | Votos en blanco                                                     | 3,594        | 7.88         | +0.91        |           |           |
| Votos nulos            | Votos nulos                                                         | 3,878        | 8.50         | +1.76        |           |           |
| Votos emitidos         | Votos emitidos                                                      | 45,621       | 81.04        | +2.86        |           |           |
| Abstenciones           | Abstenciones                                                        | 10,675       | 18.96        | –2.86        |           |           |
| Votantes registrados   | Votantes registrados                                                | 56,296       |              |              |           |           |
|                        |                                                                     |              |              |              |           |           |
| Fuente:                |                                                                     |              |              |              |           |           |

### Concejo Provincial de Utcubamba
| Cargo                            | Autoridad electa           | Partido políticoa | Partido políticoa                                                   |
| -------------------------------- | -------------------------- | ----------------- | ------------------------------------------------------------------- |
| Alcalde Provincial de Utcubamba  | Segundo Hernández Vásquez  |                   | Movimiento Regional Amazonense Unidos al Campo                      |
| Regidor Provincial de Utcubamba  | Teófilo Rojas Román        |                   | Movimiento Regional Amazonense Unidos al Campo                      |
| Regidor Provincial de Utcubamba  | Galvarino Guevara Gálvez   |                   | Movimiento Regional Amazonense Unidos al Campo                      |
| Regidora Provincial de Utcubamba | Zoila Delgado Sánchez      |                   | Movimiento Regional Amazonense Unidos al Campo                      |
| Regidor Provincial de Utcubamba  | Teodolo Herrera Colunche   |                   | Movimiento Regional Amazonense Unidos al Campo                      |
| Regidor Provincial de Utcubamba  | Carlos Quispe Arévalo      |                   | Movimiento Regional Amazonense Unidos al Campo                      |
| Regidor Provincial de Utcubamba  | Ántero Fernández Cueva     |                   | Movimiento Regional Amazonense Unidos al Campo                      |
| Regidor Provincial de Utcubamba  | José Díaz Guevara          |                   | Movimiento Regional Amazonense Unidos al Campo                      |
| Regidor Provincial de Utcubamba  | Omar Herrera Carranza      |                   | Lista Independiente N° 1 Frente de Integración Vecinal de Utcubamba |
| Regidor Provincial de Utcubamba  | Jorge Mera Alarcón         |                   | Lista Independiente N° 1 Frente de Integración Vecinal de Utcubamba |
| Regidor Provincial de Utcubamba  | Feliberto Fernández Medina |                   | Energía Comunal Amazónica                                           |
| Regidor Provincial de Utcubamba  | Julio Flores Alberca       |                   | Acción Popular                                                      |

## Elecciones municipales distritales

### Sumario general
| Partidos y coaliciones | Partidos y coaliciones                                              | Voto popular | Voto popular | Voto popular | Alcaldías | Alcaldías |
| Partidos y coaliciones | Partidos y coaliciones                                              | Votos        | %            | +/−          | Total     | +/−       |
| ---------------------- | ------------------------------------------------------------------- | ------------ | ------------ | ------------ | --------- | --------- |
|                        | Movimiento Regional Amazonense Unidos al Campo (MORAUAC)            | 3,340        | 17.21        | Nuevo        | 0         | ±0        |
|                        | Lista Independiente N° 1 Frente de Integración Vecinal de Utcubamba | 2,803        | 14.44        | n/a          | 2         | +2        |
|                        | Partido Aprista Peruano (APRA)                                      | 2,802        | 14.44        | +4.00        | 2         | +1        |
|                        | Agrupación Independiente Sí Cumple (Sí Cumple)                      | 2,206        | 11.37        | Nuevo        | 1         | +1        |
|                        | Fuerza Democrática (FD)                                             | 2,086        | 10.75        | +8.61        | 0         | ±0        |
|                        | Acción Popular (AP)                                                 | 2,021        | 10.41        | –0.44        | 1         | ±0        |
|                        | Partido Nacionalista Peruano (PNP)                                  | 1,015        | 5.23         | Nuevo        | 0         | ±0        |
|                        | Movimiento Humanista Peruano (MHP)                                  | 1,003        | 5.17         | Nuevo        | 0         | ±0        |
|                        | Alianza para el Progreso (APP)                                      | 908          | 4.68         | Nuevo        | 0         | ±0        |
|                        | Energía Comunal Amazónica (ECA)                                     | 769          | 3.96         | –12.11       | 0         | ±0        |
|                        | Unidad Nacional (UN)                                                | 292          | 1.50         | –3.57        | 0         | ±0        |
|                        | Frente Popular Agrícola del Perú (Frepap)                           | 160          | 0.82         | Nuevo        | 0         | ±0        |
|                        |                                                                     |              |              |              |           |           |
| Total                  | Total                                                               | 19,405       |              |              | 6         | ±0        |
|                        |                                                                     |              |              |              |           |           |
| Votos válidos          | Votos válidos                                                       | 19,405       | 80.47        | –1.23        |           |           |
| Votos en blanco        | Votos en blanco                                                     | 2,514        | 10.43        | +0.78        |           |           |
| Votos nulos            | Votos nulos                                                         | 2,196        | 9.11         | +0.45        |           |           |
| Votos emitidos         | Votos emitidos                                                      | 24,115       | 81.15        | +2.57        |           |           |
| Abstenciones           | Abstenciones                                                        | 5,600        | 18.85        | –2.57        |           |           |
| Votantes registrados   | Votantes registrados                                                | 29,715       |              |              |           |           |
|                        |                                                                     |              |              |              |           |           |
| Fuente:                |                                                                     |              |              |              |           |           |

### Resultados por distrito
La siguiente tabla enumera el control de los distritos de la provincia de Utcubamba. El cambio de mando de una organización política se resalta del color de ese partido.
| Distrito     | Alcalde(sa) titular      | Partido político | Partido político        | Alcalde(sa) electo(a) | Partido político | Partido político              |
| ------------ | ------------------------ | ---------------- | ----------------------- | --------------------- | ---------------- | ----------------------------- |
| Cajaruro     | David Araujo Manosalva   |                  | Primero Perú            | Ántero Dueñas Dávila  |                  | Frente de Integración Vecinal |
| Cumba        | Felipe Odiaga Pérez      |                  | Unidos al Campo         | Elías Díaz Benavides  |                  | Sí Cumple                     |
| El Milagro   | Eva Larraín Reyes        |                  | Acción Popular          | Eva Larraín Reyes     |                  | Acción Popular                |
| Jamalca      | Roberto Ruiz Gómez       |                  | Partido Aprista Peruano | Ricardo Cabrera Bravo |                  | Frente de Integración Vecinal |
| Lonya Grande | Kepler Delgado Tuesta    |                  | Perú Posible            | Antonio Aguilar Tapia |                  | Partido Aprista Peruano       |
| Yamón        | Ricardo Rodríguez Zamora |                  | Unidos al Campo         | Esteban Pérez Silva   |                  | Partido Aprista Peruano       |